# John A. Lafore
John Armand Lafore, Jr. (* 25. Mai 1905 in Bala Cynwyd, Pennsylvania; † 24. Januar 1993 in Villanova, Pennsylvania) war ein US-amerikanischer Politiker. Zwischen 1957 und 1961 vertrat er den Bundesstaat Pennsylvania im US-Repräsentantenhaus.

## Werdegang
John Lafore besuchte die öffentlichen Schulen seiner Heimat und danach bis 1925 das Swarthmore College. Anschließend studierte er bis 1926 an der University of Pennsylvania in Philadelphia. Von 1932 bis 1957 arbeitete er als Autohändler in Philadelphia. Gleichzeitig schlug er als Mitglied der Republikanischen Partei eine politische Laufbahn ein. Er war Comptroller im Montgomery County und Vorsitzender des Gemeinderats von Lower Merion. Während des Zweiten Weltkrieges diente er zwischen 1942 und 1945 in der US Navy. Von 1950 bis 1957 war er Abgeordneter im Repräsentantenhaus von Pennsylvania.
Nach dem Rücktritt des Abgeordneten Samuel K. McConnell wurde Lafore bei der fälligen Nachwahl für den 13. Sitz von Pennsylvania als dessen Nachfolger in das US-Repräsentantenhaus in Washington, D.C. gewählt, wo er am 5. November 1957 sein neues Mandat antrat. Nach einer Wiederwahl konnte er bis zum 3. Januar 1961 im Kongress verbleiben. Im Jahr 1960 wurde er von seiner Partei nicht mehr zur Wiederwahl nominiert.
Nach dem Ende seiner Zeit im US-Repräsentantenhaus arbeitete Lafore für eine Flugzeugfirma in Willow Grove. In den Jahren 1965 und 1966 war er Vizepräsident der Firma Day and Zimmerman in Philadelphia. Außerdem war er ein begeisterter Hundezüchter. Von 1968 bis 1971 war er Vizepräsident sowie von 1971 bis 1979 Präsident des American Kennel Club, der sich mit der Hundezucht befasst. Er starb am 24. Januar 1993 in Villanova.